# Matarras
Matarras är en ort i Honduras.   Den ligger i departementet Atlántida, i den nordvästra delen av landet, 160 km norr om huvudstaden Tegucigalpa. Matarras ligger 512 meter över havet och antalet invånare är 941.
Terrängen runt Matarras är varierad. Runt Matarras är det glesbefolkat, med 16 invånare per kvadratkilometer. Närmaste större samhälle är Arizona, 15,7 km nordost om Matarras. 